# Drabál
A drabál homokféreg faj a Tremors-filmsorozatban. 1990-ben jelentek meg először az Ahová lépek, szörny terem című filmben.
A drabáloknak három ismert formája van:
- Az első a föld alatt tartózkodó
- A másodiknál levedlik a bőrüket és két lábon járnak
- A harmadik hasonlít a másodikra, itt viszont szárnya is van, és egy farka, ami lángot lövell

## Drabál
A drabálok (angolul: graboid) az első tremors filmben jelentek meg először. A teljesen kifejlett példány 10-20 tonna körüli testsúllyal rendelkezhet, hossza elérheti a 9 métert is, szélessége közel két méter a legszélesebb ponton. A drabáloknak nincs szeme, a talaj rezgését érezve tájékozódnak. Húsevők, a szájukban található három fejszerű csáppal magukhoz húzzák az elejtett zsákmányt.

## Vaktyúk
A vaktyúk (angolul: shrieker) a második részben tűnt fel. A vaktyúk a drabállal ellentétben már a felszín felett tartózkodik. Kinézetét tekintve a dinoszauruszokhoz illetve a nagyobb testű struccalakúakhoz lehet hasonlítani. Körülbelül 120 cm magas és 150 cm hosszú. Szeme neki sincs, infravörös érzékelés segítségével ejti el zsákmányait.

## Seggrakéta
A seggrakéta (angolul: ass blaster) a harmadik és ötödik részben tűnt fel. Nevüket onnan kapták, hogy a hátsójukból gyúlékony anyagot képesek kibocsátani, lendületet adva a levegőbe emelkedéshez.